# Sommette (rivière)
Pour les articles homonymes, voir Sommette (homonymie).
La Sommette est une rivière du nord de la France, à l'ouest du département de l'Aisne et au sud-est du département de la Somme, dans la région Hauts-de-France, et un affluent gauche du fleuve la Somme.

## Géographie
La Sommette prend sa source sur le territoire de la commune de Cugny, entre le bois de Corbie et le bois Timon, à 110 mètres d'altitude, au nord-est du mont des Pierres (153 m), près de La Neuville-en-Beine dans le département de l'Aisne.
Au terme d'un parcours de 15 kilomètres dans le département de l'Aisne, orienté nord puis ouest après un virage dans la commune d'Ollezy, elle se jette dans la Somme à Ham dans la Somme, à l'altitude 63 mètres.

### Départements, communes  et cantons traversés
Dans le département de l'Aisne, La Sommette, arrose les huit communes suivantes, dans le sens amont vers aval, de Cugny (source), La Neuville-en-Beine (limite séparative inférieure à 200 mètres), Annois, Ollezy, Saint-Simon, Dury, Sommette-Eaucourt (elle suit alors la Somme canalisée en la jouxtant), Pithon - en limite sud sur moins de 300 mètres - et conflue dans le département de la Somme, sur la commune de Ham.
La Sommette prend donc sa source dans le canton de Chauny dans l'Aisne (département), traverse le canton de Ribemont (toujours dans l'Aisne) dans les deux arrondissement de Laon et arrondissement de Saint-Quentin, pour rejoindre la Somme (fleuve) dans le canton de Ham dans l'arrondissement de Péronne.

### Toponyme
La Sommette a donné son hydronyme à la commune de Sommette-Eaucourt.

### Bassin versant
La Sommette traverse une seule zone hydrographique « Canal de la Somme l'écluse numéro 11 Froissy à l'écluse numéro 12 Méricourt » (E635) de 1 055 km2 de superficie.

### Organisme gestionnaire
L'organisme gestionnaire est le Syndicat mixte AMEVA, reconnu EPTB Somme.

## Affluent
La Sommette a trois affluents référencés :
- le Cugny (rg[note 2]), 3,5 km sur les deux communes de Beaumont-en-Beine (source) et Cugny (confluence).
- l'Annois (rd), 1,6 km sur la seule commune d'Annois.
- la Somme Canalisée, 170,2 km sur 74 communes[4].

La Clastroise, 7,9 km qui prend sa source à Clastres (02) rejoint les bords du canal de Saint-Quentin entre Clastres et Saint-Simon (02), passe sous le canal par un tunnel en brique à la hauteur du pont de Saint-Simon pour rejoindre la Sommette dans les marais entre ce village et Ollezy (02).

### Rang de Strahler
Donc son rang de Strahler est de deux.

## Hydrologie
Son régime hydrologique est dit pluvial océanique.

## Histoire
Il s'agit d'un « affluent créé lors de la construction du canal, par la réunification d'un méandre coupé de la Somme et d'un contrefossé ».

## Aménagements et écologie

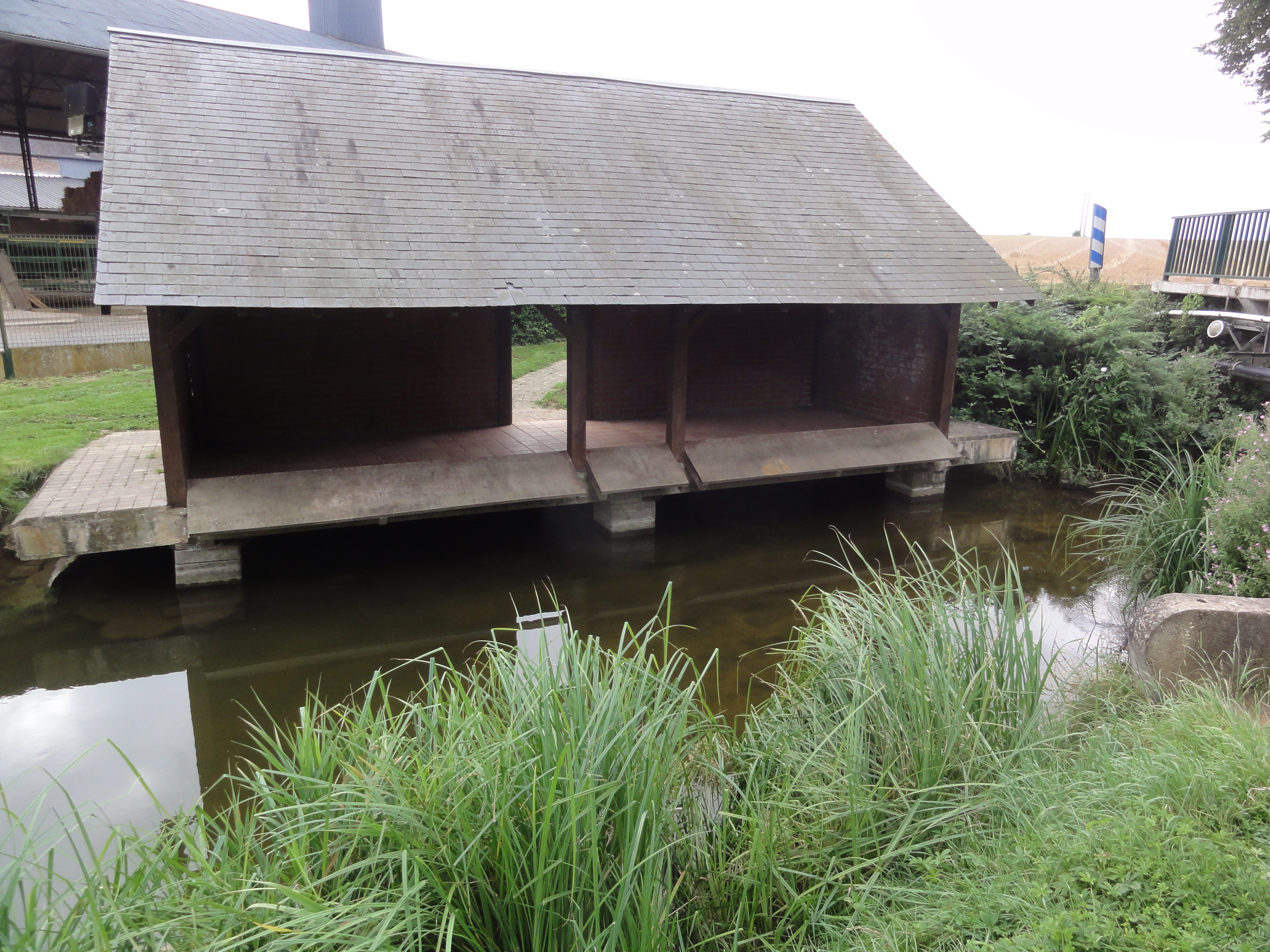
Lavoir sur la Sommette à Ollezy.